# Megumi Yabushita

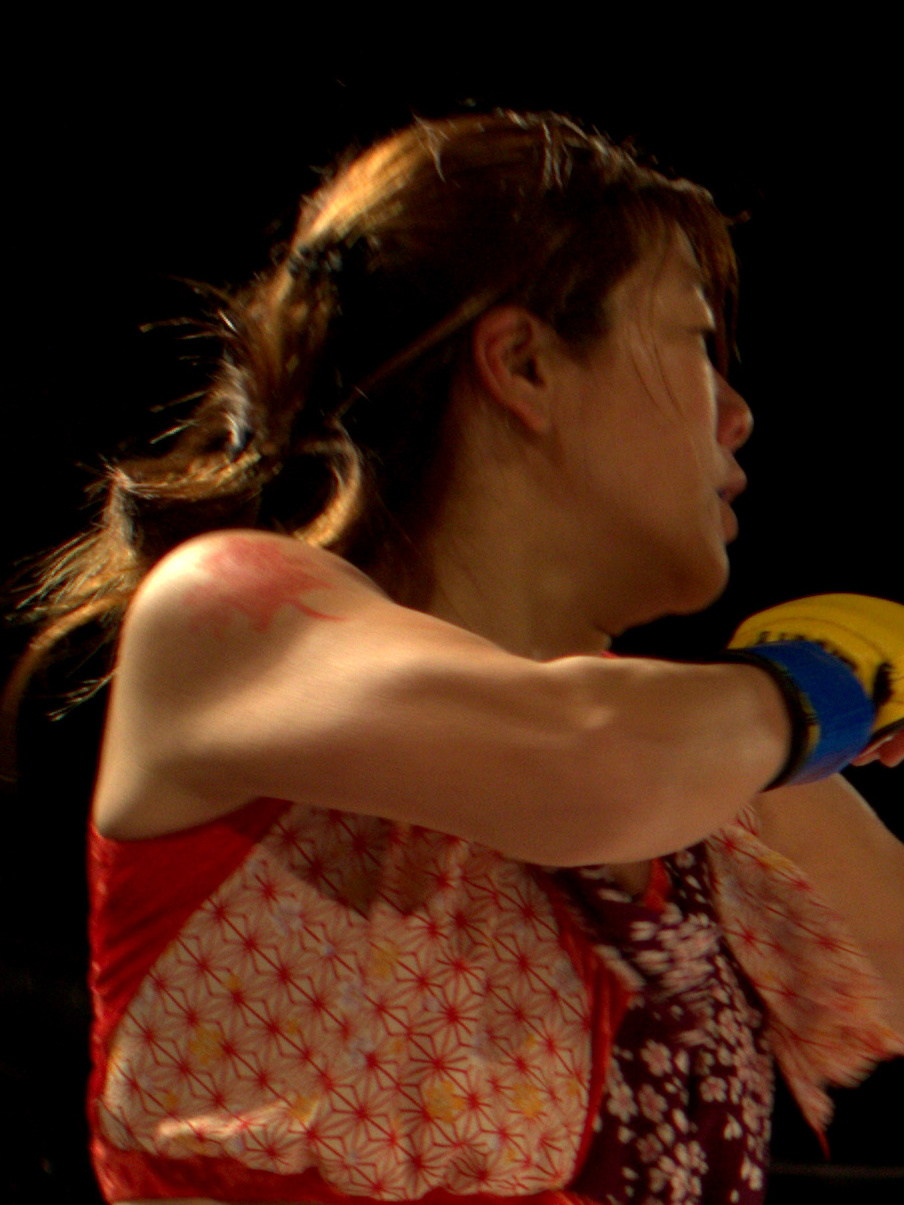
Megumi Yabushita, 2011

Megumi Yabushita (jap. 藪下 めぐみ Yabushita Megumi; * 2. März 1972 in Asahikawa) ist eine japanische Mixed-Martial-Arts-Kämpferin, Kickboxerin, Profi-Wrestlerin und Judoka. Sie nahm in verschiedenen japanischen Wrestling- und MMA-Promotions teil.

## Leben
Ihr Vater führte sie im Judo ein, bevor sie in die Grundschule kam. Yabushita schloss die zur Universität Asahikawa angeschlossene Oberschule ab, wo sie die Judo-Mannschaftswettbewerbe 1988 und 1989 in der 48-kg-Klasse gewann. Sie gewann die All-Japan Einzel-Meisterschaften 1993.
Sie konnte im Judo diverse Erfolge feiern und nahm 1995 an der WM teil. Sie debütierte gegen Sumie Sakai.
Gab auch noch 1997 ihr MMA-Debüt bei der CWA Octagon Challenge, das sie siegreich gegen Yu Jihei bestreiten konnte.
Trat 2002 aus der JD aus, um sich mehr auf MMA-Kämpfe zu konzentrieren.
Sie kämpfte vor allem für Smackgirl.